# Milan Pierre-Jérôme
Milan Raquel Pierre-Jérôme (* 23. April 2002 in Fort Lauderdale, Florida) ist eine in den USA geborene haitianisch-jamaikanische Fußballspielerin.

## Karriere

### Klub
In ihrer Jugend spielte sie in der Mannschaft der Saint Thomas Aquinas High School und später beim FC Sunrise Prime. Ihre College-Zeit startete sie bei den Maryland Terrapins und ist seit Sommer 2022 Teil der George Mason Patriots.

### Nationalmannschaft
Mit der U-20 hatte sie bei der U-20-Weltmeisterschaft 2018 einen Einsatz. Ihr Debüt in der A-Nationalmannschaft hatte sie dann bei einem 6:0-Sieg über Honduras in der Qualifikation für die CONCACAF W Championship 2022, am 17. Februar 2022, wo sie zur zweiten Halbzeit für Méghane St-Cyr eingewechselt wurde. Ein paar Tage später erzielte sie dann auch beim 11:0-Sieg über St. Vincent und die Grenadinen ihre ersten beiden Tore. Bei dem Turnier selbst kam sie dann zu zwei Einsätzen. Später gelang ihr mit der Mannschaft dann auch die Qualifikation zur Weltmeisterschaft 2022, der ersten Teilnahme des Landes überhaupt.
Später wurde sie auch für den finalen Kader bei der Weltmeisterschaft 2023 nominiert.